# Louis Jacques Thénard
Louis Jacques Thénard  (La Louptière, 4 de maio de 1777 — Paris, 21 de junho de 1857) foi um químico francês.
Colaborador de Louis Joseph Gay-Lussac (1778-1850), descobriu a água oxigenada em  1818, o boro e estabeleceu uma classificação dos metais.
É um dos 72 nomes na Torre Eiffel.